# 왕시민
왕시민(王時敏, 1592년 ~ 1680년)은 명나라 말, 청나라 초의 화가로 사왕오운 가운데 한 사람이다. 어릴 때부터 이름난 그림을 보고 그림 그리는 법을 배워 주위 사람들을 놀라게 하였다. 모든 학문에 능통하였으며 시문에도 뛰어났다. 혼자서 글씨와 그림을 연구하였고, 원나라의 황공망과 명나라의 동기창의 화법을 연구하여 완성시켰다. 작품으로 <부람난취도> <묵필 산수도> 등이 있다.